# Volley Bergamo
Volley Bergamo – włoski żeński klub siatkarski założony w 1991 roku. Klub występuje w rozgrywkach Serie A1 od 1994. Wcześniej występował pod nazwą Foppapedretti Bergamo. Prezesem klubu jest Luciano Bonetti, trenerem był Marcello Abbondanza natomiast kapitanem Sara Loda. Najdłużej grający nieprzerwanie klub w Serie A1. Koszulka z numerem 12, w której przez trzynaście sezonów grała Francesca Piccinini została zastrzeżona.
Najbardziej utytułowany zespół w Europie ostatnich dwóch dekad, ośmiokrotny mistrz kraju i siedmiokrotny zdobywca Pucharu Europy.

## Chronologia
- 1991–1992 – 6° w Serie B1, Puchar Ligi
- 1992–1993 – 1° w Serie B1, Puchar Ligi, awans do Serie A2
- 1993–1994 – 1° w Serie A2, awans do Serie A1
- 1994–1995 – 5° w  Serie A1
- 1995–1996 – 1° w  Serie A1, Mistrzostwo Włoch, Puchar Włoch
- 1996–1997 – 2° w  Serie A1, Mistrzostwo Włoch, Puchar Włoch, Liga Mistrzyń, Superpuchar Włoch
- 1997–1998 – 2° w  Serie A1, Mistrzostwo Włoch, Puchar Włoch, Superpuchar Włoch
- 1998–1999 – 2° w  Serie A1, Mistrzostwo Włoch, Liga Mistrzyń, Superpuchar Włoch
- 1999–2000 – 3° w  Serie A1, Liga Mistrzyń, Superpuchar Włoch
- 2000–2001 – 1° w  Serie A1, Wicemistrzostwo Włoch
- 2001–2002 – 1° w  Serie A1, Mistrzostwo Włoch
- 2002–2003 – 5° w  Serie A1, 3 miejsce w Lidze Mistrzyń
- 2003–2004 – 1° w  Serie A1, Mistrzostwo Włoch, Puchar CEV
- 2004–2005 – 1° w  Serie A1, Liga Mistrzyń, Superpuchar Włoch, Wicemistrzostwo Włoch
- 2005–2006 – 2° w  Serie A1, Mistrzostwo Włoch, Puchar Włoch
- 2006–2007 – 4° w  Serie A1, Liga Mistrzyń
- 2007–2008 – 2° w  Serie A1, Puchar Włoch
- 2008–2009 – 3° w  Serie A1, Liga Mistrzyń
- 2009–2010 – 3° w  Serie A1, Liga Mistrzyń
- 2010–2011 – 3° w  Serie A1, Mistrzostwo Włoch, 3 miejsce w Klubowych Mistrzostwach Świata
- 2011–2012 – 6° w  Serie A1, Superpuchar Włoch
- 2012–2013 – 3° w  Serie A1
- 2013–2014 – 3° w  Serie A1
- 2014–2015 – 8° w  Serie A1
- 2015–2016 – 7° w  Serie A1, Puchar Włoch
- 2016–2017 – 4° w  Serie A1
- 2017–2018 – 10° w  Serie A1

## Nazwy klubu
- 1991-1992 Volley Bergamo
- 1992-2000 Foppapedretti Bergamo
- 2000-2006 Radio 105 Foppapedretti Bergamo
- 2006-2007 Play Radio Foppapedretti Bergamo
- 2007-2010 Foppapedretti Bergamo
- 2010-2012 Norda Foppapedretti Bergamo
- 2012-2018 Foppapedretti Bergamo
- 2018-2021 Zanetti Bergamo
- 2021- Volley Bergamo 1991

## Prezydenci
- 1991–2003 – Mauro Ferraris
- 2003– Luciano Bonetti

## Trenerzy
- 1991–1993: Gavio Barroso
- 1993–1995: Francesco Sbalchiero
- 1995–1997: Atanas Malinov
- 1997–2000: Marco Bonitta
- 2000–2002: Giuseppe Cuccarini
- 2002–2003: Mario Di Pietro
- 2003–2005: Giovanni Caprara
- 2005–2007: Marco Fenoglio
- 2007–2010: Lorenzo Micelli
- 2010–2012: Davide Mazzanti
- 2012–2017: Stefano Lavarini
- 2017–2018: Stefano Micoli
- 2018–2019: Matteo Bertini
- 2019: Marcello Abbondanza
- 2019–: Marco Fenoglio

Stan na 28 listopada 2019.

## Kapitanowie
- 1996–1998: Maurizia Cacciatori
- 1998–1999: Darina Mifkova
- 1999–2001: Gabriela Pérez del Solar
- 2001–2003: Maurizia Cacciatori
- 2003–2007: Paola Paggi
- 2007–2008: Angelina Grün
- 2008–2012: Francesca Piccinini
- 2012–2013: Chiara Di Iulio
- 2013–2015: Jelena Blagojević
- 2015–2018: Paola Paggi
- 2018–2019: Carlotta Cambi
- 2019–: Sara Loda

## Sukcesy
- Mistrzostwa Włoch:

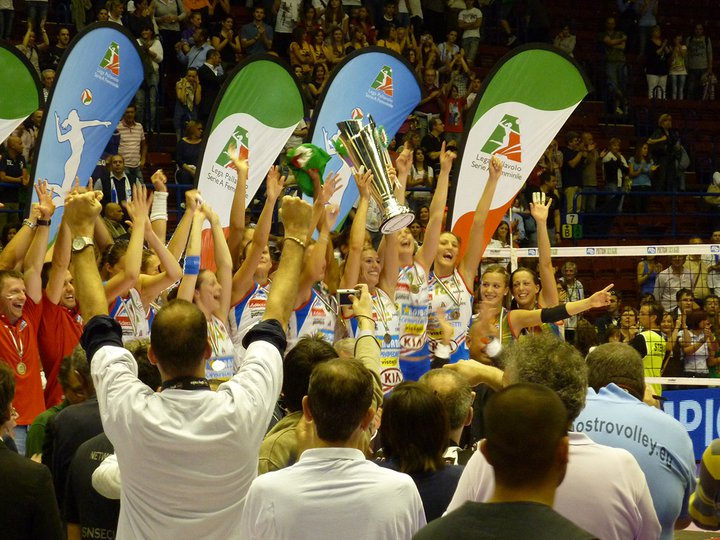
Norda Foppapedretti Bergamo Mistrzem Włoch w sezonie 2010/2011

  -  1996, 1997, 1998, 1999, 2002, 2004, 2006, 2011

- Puchar Włoch:
  -  1996, 1997, 1998, 2006, 2008, 2016

- Superpuchar Włoch:
  -  1996, 1997, 1998, 1999, 2004, 2011

- Liga Mistrzyń:
  -  1997, 1999, 2000, 2005, 2007, 2009, 2010

- Puchar Konfederacji CEV:
  -  2004

- Klubowe mistrzostwa świata:
  -  2010

## Sztab szkoleniowy
Stan na czerwiec 2019:
- Pierwszy trener – Marco Fenoglio
- Drugi trener – Daniele Turino
- Przygotowanie fizyczne – Michele Patoia
- Fizjoterapeuta – Davide Pavanelli, Iacobo Caputo
- Videoman – Matteo Prezioso
- Scoutman – Gianni Bonacina
- Menadżer drużyny – Andrea Veneziani
- Asystent techniczny – Massimiliano Taglioli

### Polki w klubie
| Lata gry            | Imię i nazwisko             |
| ------------------- | --------------------------- |
| 2001–2002           | Magdalena Śliwa             |
| 2002–2004 2005–2010 | Katarzyna Gujska            |
| 2007–2008           | Milena Rosner               |
| 2014–2015           | Milena Radecka              |
| 2016–2017           | Katarzyna Skowrońska-Dolata |
| 2018–2020           | Malwina Smarzek             |
| 2023–               | Olivia Różański             |

## Kadra
| - 1. Brigitte Soucy - 2. Jelena Czebukina - 3. Mireya Luis - 4. Mira Golubović - 5. Gabriela Pérez del Solar - 6. Alessandra Pinese - 7. Maurizia Cacciatori - 8. Simona Rinieri - 9. Elisa Galastri - 10. Lucie Ruzkova-Vaklavikova - 12. Francesca Piccinini - 13. Slavka Fantaccini - 15. Greta Cicolari - 18. Silvia Bertuletti |  | - 1. Brigitte Soucy - 2. Anna Wojekowa - 3. Anna Vania Mello - 4. Elena Drozina - 5. Gabriela Pérez del Solar - 6. Giorgia Baldelli - 7. Maurizia Cacciatori - 8. Simona Rinieri - 9. Elisa Galastri - 10. Antonina Zetova - 12. Francesca Piccinini |  | - 1. Prikeba Phipps - 2. Dragana Marinković - 3. Anna Vania Mello - 4. Giorgia Baldelli - 5. Magdalena Śliwa - 6. Carmen Țurlea - 7. Maurizia Cacciatori - 8. Wu Dan - 9. Marcela Ritschelova - 10. Silvia Ghisleni - 12. Francesca Piccinini - 13. Tara Cross-Battle |  | - 1. Giorgia Baldelli - 2. Dragana Marinković - 4. Katarzyna Gujska - 5. Lubow Szaszkowa - 6. Carmen Țurlea - 7. Maurizia Cacciatori - 8. Vania Beriola - 9. Heather Bown - 10. Paola Paggi - 12. Francesca Piccinini - 15. Jelena Nikolić |

| - 1. Giorgia Baldelli - 2. Angelina Grün - 3. Tetjana Woronina - 4. Katarzyna Gujska - 5. Lubow Szaszkowa - 6. Jenny Barazza - 7. Irina Żukowa - 8. Manuela Secolo - 9. Li Yan - 10. Paola Paggi - 12. Francesca Piccinini - 18. Maja Poljak |  | - 1. Serena Ortolani - 2. Angelina Grün - 3. Paola Croce - 4. Iskra Mijalić - 5. Lubow Szaszkowa - 6. Jenny Barazza - 7. Irina Żukowa - 8. Manuela Secolo - 10. Paola Paggi - 12. Francesca Piccinini - 13. Katja Luraschi - 18. Maja Poljak |  | - 1. Serena Ortolani - 2. Angelina Grün - 3. Paola Croce - 5. Katarzyna Gujska - 6. Jenny Barazza - 8. Manuela Secolo - 9. Riikka Lehtonen - 10. Paola Paggi - 12. Francesca Piccinini - 14. Eleonora Lo Bianco - 18. Maja Poljak |  | - 1. Serena Ortolani - 2. Angelina Grün - 3. Paola Croce - 5. Katarzyna Gujska - 6. Jenny Barazza - 7. Katarina Barun - 8. Manuela Secolo - 9. Indre Sorokaite - 10. Paola Paggi - 12. Francesca Piccinini - 14. Eleonora Lo Bianco - 18. Maja Poljak |

| - 1. Enrica Merlo - 2. Angelina Grün - 3. Paola Croce - 4. Milena Rosner - 5. Katarzyna Gujska - 7. Alessandra Camarda - 8. Jenny Barazza - 9. Indre Sorokaite - 12. Francesca Piccinini - 13. Valentina Arrighetti - 14. Eleonora Lo Bianco - 15. Valentina Fiorin - 18. Maja Poljak |  | - 1. Serena Ortolani - 2. Enrica Merlo - 5. Katarzyna Gujska - 6. Erika Araki - 7. Alessandra Camarda - 8. Jenny Barazza - 9. Indre Sorokaite - 10. Lucia Bacchi - 12. Francesca Piccinini - 13. Valentina Arrighetti - 14. Eleonora Lo Bianco - 15. Antonella Del Core |  | - 1. Serena Ortolani - 3. Caterina Fanzini - 4. Valentina Serena - 5. Katarzyna Gujska - 6. Sara Carrara - 7. Christiane Fürst - 8. Enrica Merlo - 9. Lucia Bosetti - 12. Francesca Piccinini - 13. Valentina Arrighetti - 14. Eleonora Lo Bianco - 15. Antonella Del Core - 18. Marina Zambelli |  | - 1. Serena Ortolani - 2. Iuliana Nucu - 3. Noemi Signorile - 5. Caterina Fanzini - 6. Sara Carrara - 8. Enrica Merlo - 9. Lucia Bosetti - 12. Francesca Piccinini - 13. Valentina Arrighetti - 14. Eleonora Lo Bianco - 16. Elica Wasilewa - 18. Marina Zambelli |

| - 2. Iuliana Nucu - 3. Noemi Signorile - 5. Annamaria Quaranta - 6. Angela Gabbiadini - 7. Valentina Diouf - 8. Enrica Merlo - 9. Chiara Di Iulio - 10. Christina Rusewa - 12. Francesca Piccinini - 13. Valentina Arrighetti - 16. Elica Wasilewa - 18. Valentina Serena |  | - 1. Sara Klisura - 3. Eleonora Bruno - 4. Alexis Crimes - 5. Blair Brown - 6. Kathleen Weiß - 7. Jelena Blagojević - 8. Enrica Merlo - 9. Chiara Di Iulio - 10. Francesca Devetag - 13. Valentina Diouf - 15. Martina Balboni - 18. Marina Zambelli |  | - 1. Sara Klisura - 2. Federica Stufi - 3. Eleonora Bruno - 4. Sara Loda - 6. Kathleen Weiß - 7. Jelena Blagojević - 8. Enrica Merlo - 9. Laura Melandri - 10. Raphaela Folie - 13. Valentina Diouf - 16. Lucie Smutná - 17. Miriam Sylla |  | - 1. Eva Mori - 2. Alesha Deesing - 4. Sara Loda - 5. Paola Paggi - 7. Jelena Blagojević - 8. Enrica Merlo - 9. Laura Melandri - 10. Milena Sadurek - 15. Celeste Plak - 16. Benedetta Mambelli - 17. Miriam Sylla - 18. Federica Tasca |

| - 1. Eva Mori - 4. Celeste Plak - 5. Laura Frigo - 6. Alessia Gennari - 7. Paola Cardullo - 9. Freya Aelbrecht - 10. Paola Paggi - 13. Katarina Barun - 14. Eleonora Lo Bianco - 15. Vesna Đurisić - 16. Benedetta Mambelli - 17. Miriam Sylla |  | - 1. Eva Mori - 2. Suelen Pinto - 4. Laura Partenio - 5. Mina Popović - 6. Alessia Gennari - 7. Paola Cardullo - 8. Martina Guiggi - 9. Anna Venturini - 10. Paola Paggi - 13. Valeria Battista - 14. Eleonora Lo Bianco - 17. Miriam Sylla - 18. Katarzyna Skowrońska-Dolata |  | - 1. Ema Strunjak - 2. Lucia Imperiali - 3. Sanja Malagurski - 4. Valeria Battista - 5. Mina Popović - 7. Paola Cardullo - 9. Francesca Marcon - 10. Paola Paggi - 13. Jennifer Boldini - 15. Ofelia Malinov - 17. Miriam Sylla - 18. Roslandy Acosta |  | - 1. Malwina Smarzek - 2. Lucia Imperiali - 3. Rosella Olivotto - 5. Immacolata Sirressi - 6. Megan Courtney - 7. Hannah Tapp - 8. Giulia Carraro - 9. Camilla Mingardi - 10. Carlotta Cambi - 17. Sara Loda - 18. Roslandy Acosta - 19. Ema Strunjak |

| - 1. Malwina Smarzek - 2. Lucia Imperiali - 3. Rosella Olivotto - 4. Kiera Van Ryk - 5. Immacolata Sirressi - 7. Vittoria Prandi - 8. Samara Rodrigues de Almeida - 9. Laura Melandri - 13. Slađana Mirković - 16. Giada Civitico - 17. Sara Loda - 22. Annie Mitchem |  | - 1. Juliann Faucette - 6. Stephanie Enright - 7. Vittoria Prandi - 8. Eleonora Fersino - 9. Francesca Marcon - 10. Katarina Luketić - 13. Beta Dumančić - 14. Natalia Valentin-Anderson - 15. Giorgia Faraone - 16. Khalia Lanier - 17. Sara Loda - 18. Gaia Moretto - 24. Giulia Mio Bertolo |  | - 2. Daniela Ohman (od 11.10.2021) - 3. Alicia Ogoms - 4. Božana Butigan (od 11.01.2022) - 6. Stephanie Enright (do 09.12.2021) - 7. Isabella Di Iulio - 8. Ana Paula Borgo - 9. Francesca Marcon (do 14.11.2021) - 10. Luna Cicola - 11. Sofia Turlà - 13. MacKenzie May (od 04.01.2022) - 14. Marie Schölzel - 15. Giorgia Faraone - 16. Khalia Lanier - 17. Sara Loda - 18. Emma Cagnin |  | - 1. Laura Bovo - 4. Božana Butigan - 5. Laura Partenio - 6. Giada Cecchetto - 7. Lorrayna Marys Da Silva - 10. Luna Cicola - 11. Sofia Turlà - 13. Mackenzie May - 14. Giorgia Frosini - 16. Khalia Lanier - 18. Emma Cagnin - 22. Federica Stufi - 23. Giulia Gennari |  | - 1. Laura Bovo - 2. Audriana Fitzmorris - 3. Olivia Różański - 4. Božana Butigan - 5. Rebecca Scialanca - 6. Giada Cecchetto - 7. Lorrayna Marys Da Silva - 9. Laura Pasquino - 10. Luna Cicola - 11. Stella Nervini - 13. Aurora Pistolesi - 18. Hanna Dawyskiba - 22. Federica Stufi - 23. Giulia Gennari |